# Kostel svatého Mořice (Annín)
Římskokatolický kostel svatého Mořice se nalézá na kopci Mouřenec, půl kilometru jihozápadně od Annína (části obce Dlouhá Ves) v okrese Klatovy.

## Historie
Kostel byl založen jako pozdně románský mezi lety 1220–1230, s pozdějšími gotickými a barokními úpravami. Zasvěcení svatému Mořici naznačuje, že tento kostel souvisí s bavorským benediktinským klášterem v Niederaltaichu, jehož působnost je v okolí Sušice doložena ve čtyřicátých letech 13. století. První písemná zmínka o kostele pochází z roku 1360, jak napovídají konfirmační dokumenty. V 15. století byl kostel goticky přestavěn a rozšířen, stavební úpravy však probíhaly také ve druhé polovině 13. století či ve století čtrnáctém. V baroku byl kostel opět obnoven. Z té doby pochází též mobiliář. Určité stavební úpravy probíhaly též v 19. století.
Kostel byl původně obklopen osadou. V roce 1890 zde bylo zaznamenáno 23 trvale žijících obyvatel. Po vyhnání německého obyvatelstva roce 1946 však zanikla a dochovala se jen škola a několik ovocných stromů.
Po roce 1989 byl kostel za přispění bývalých německých obyvatel a jejich potomků opraven. Při této rekonstrukci byly objeveny ikonograficky významné gotické nástěnné malby zobrazující Poslední soud z doby kolem roku 1310–1320 a vícekomparsové ukřižování s unikátně zobrazenými eucharistickými motivy z doby kolem roku 1360. Malby jsou dokladem dalekosáhlých uměleckých styků Sušicka ve středověku.

## Popis

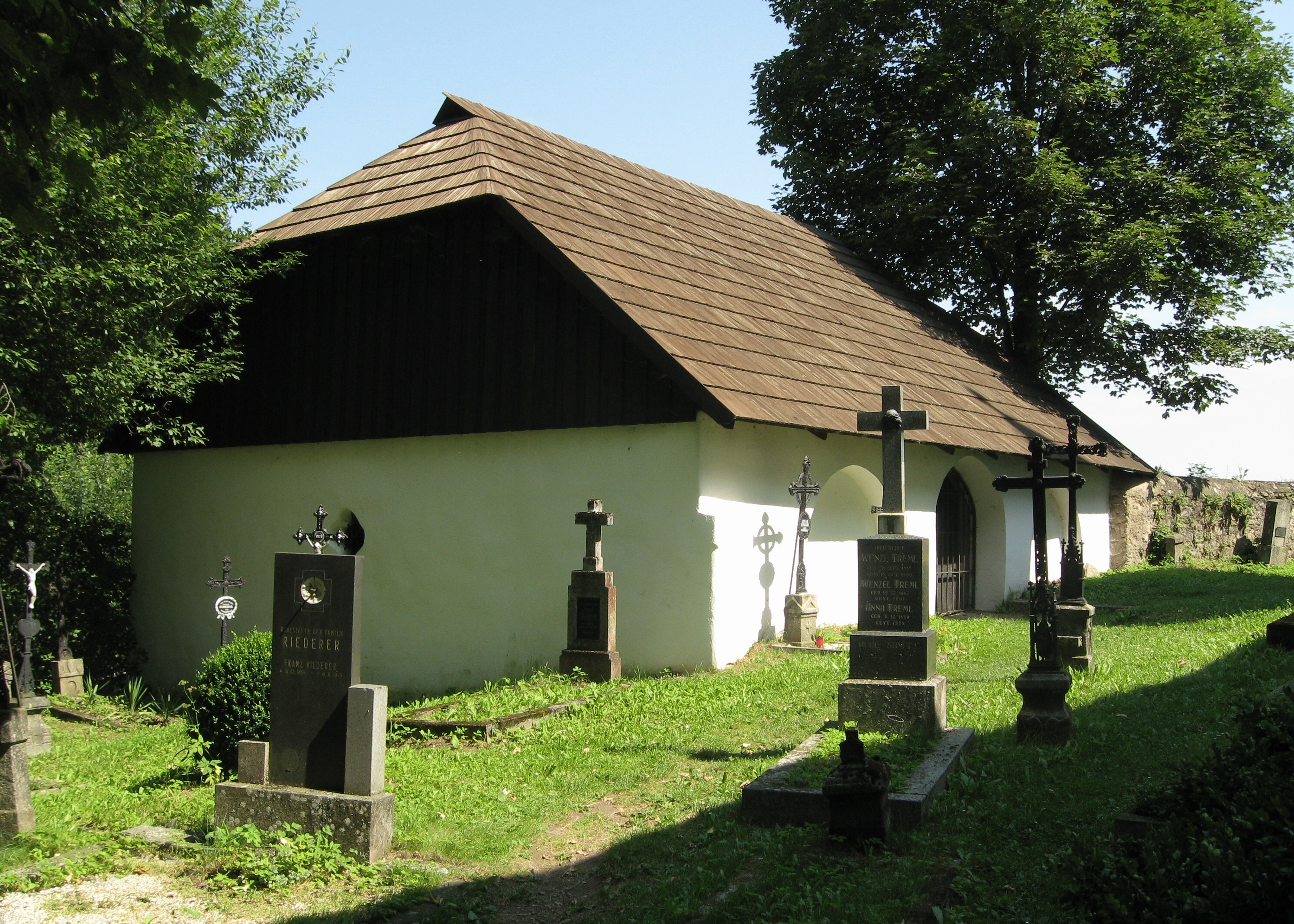
Barokní kostnice u kostela

Kostel je situován na výrazném vrchu v meandru řeky Otavy. Obklopuje jej hřbitov s kostnicí. Samotný plochostropý jednolodní kostel má čtvercový chór zaklenutý pozdněgotickou hvězdovou klenbou, nad níž je mohutná románská věž. K chóru přiléhá drobná podkovovitá apsida s románským okénkem v ose.
Románská loď byla téměř čtvercová. V gotice byla rozšířena k západu, takže nyní je obdélná. K chórové věži přiléhá ze západu sakristie, k lodi z jižní strany barokní osmiboká kaple.
V kostele se nacházejí vzácné fresky, objeveny náhodně při celkové rekonstrukci kostela mezi lety 1991-1993, tou dobou též restaurovány akademickou malířkou a restaurátorkou, Miroslavou Houšťovou. Malby se objevují kromě jižní stěny všude po prostorách chrámu. Na severní stěně lodi je zobrazen výpravný Poslední soud rozvržený do tří horizontálních pásů, v apsidě pak lze spatřit Ukřižování Ježíše Krista, v hvězdnaté obloze/žebrové klenbě se ukrývají symboly evangelistů s nápisovými páskami a freska znázorňující velkolepost baroka.[ujasnit]
Barokní kostnice v sousedství vznikla z původní kaple se zde nacházející, v minulosti se v ní nacházelo odhadem 5 000 kosterních ostatků, dnes možná polovina. Původ kostí není znám. Nejpravděpodobněji však pochází z místního hřbitova. Stejně jako v kostele, rovněž v kostnici lze nalézt fresky.
Součástí kostela je v roce 2015 zbudované minimuzeum mapující život na Mouřenci. Nachází se v prostorách sakristie (dobové fotografie) a v prostorách panské empory/oratoře (život v mouřenecké farnosti - čas slavení, pohřbů, ale i školství apod.).
Nově je také možno si přímo v prostorách chrámu prohlédnout pískovcovou sochu sv. Mořice, kterou v létě 2017 přímo před kostelem 14 dní vytvářel sochař Bartoloměj Štěrba. Socha do budoucna bude přemístěna do výklenku nad vstupními schody.
Kostel je veřejnosti přístupný v rámci pravidelných prohlídek a akcí, které se tu pořádají za iniciativy Přátel Mouřence (dobrovolníků a nadšenců starající se o toto místo). Od roku 2011 se v kostele pořádají koncerty, divadelní představení, odborné přednášky a další.

## Ve filmu
Mouřenec se objevil např. v pohádce Jiřího Stracha Anděl Páně (2005), či další pohádce Tři životy. V roce 2014 se stal dějištěm seriálu Policie Modrava, v roce 2015 se na něm natáčely Záhady Toma Wizarda v produkci ČT, o rok později Folklorika na téma Annínské sklo, v roce 2017 poněkolikáté reportáž v pořadu Toulavá kamera a v roce 2018 byl na Mouřenci natáčen trojjazyčně dokument německé televize o freskách a kostnici. Mezi drobnější dokumenty patří Zmizelá Šumava s Emilem Kintzlem a Cyklotoulky s Jančaříkem.

## Bohoslužby
Pravidelné nedělní bohoslužby se v kostele nekonají. Dvakrát ročně do roka se zde slaví českoněmecké, jednou novoroční a další vyhlášené mše.

## Fotogalerie

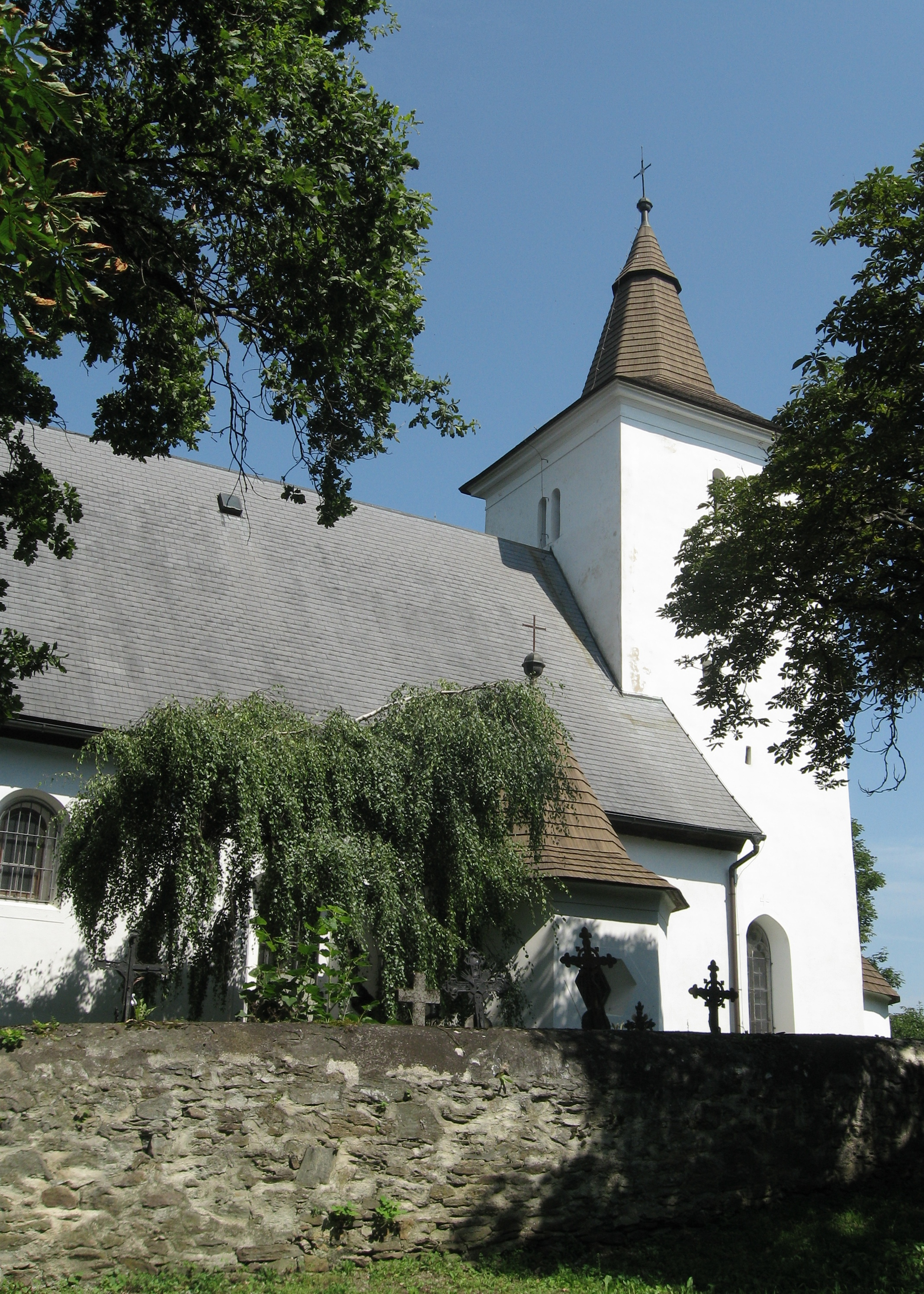
Pohled od jihu přes hřbitovní zeď
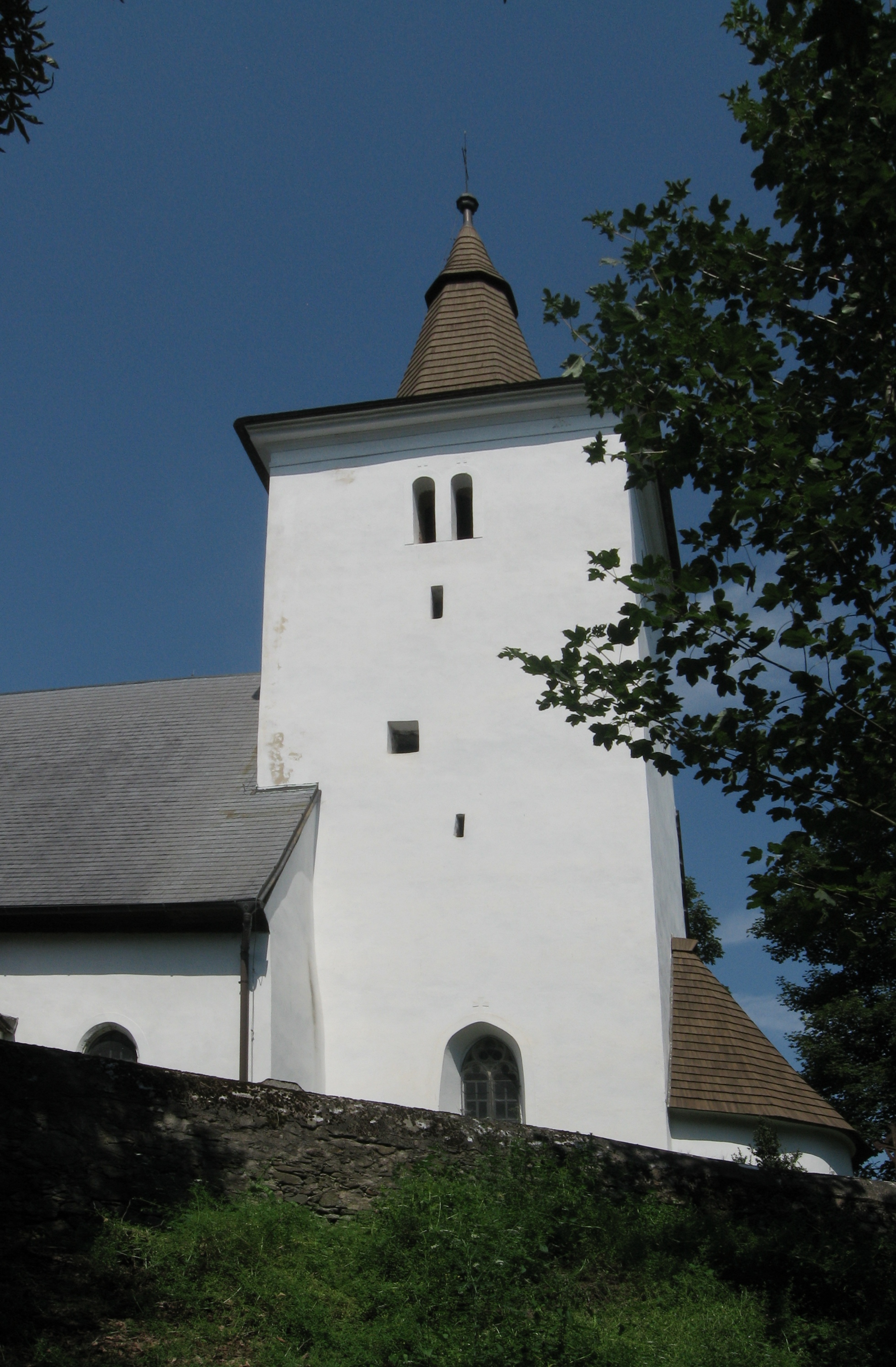
Románská věž, makovice věže je geodetickým bodem TB 2914-11.0
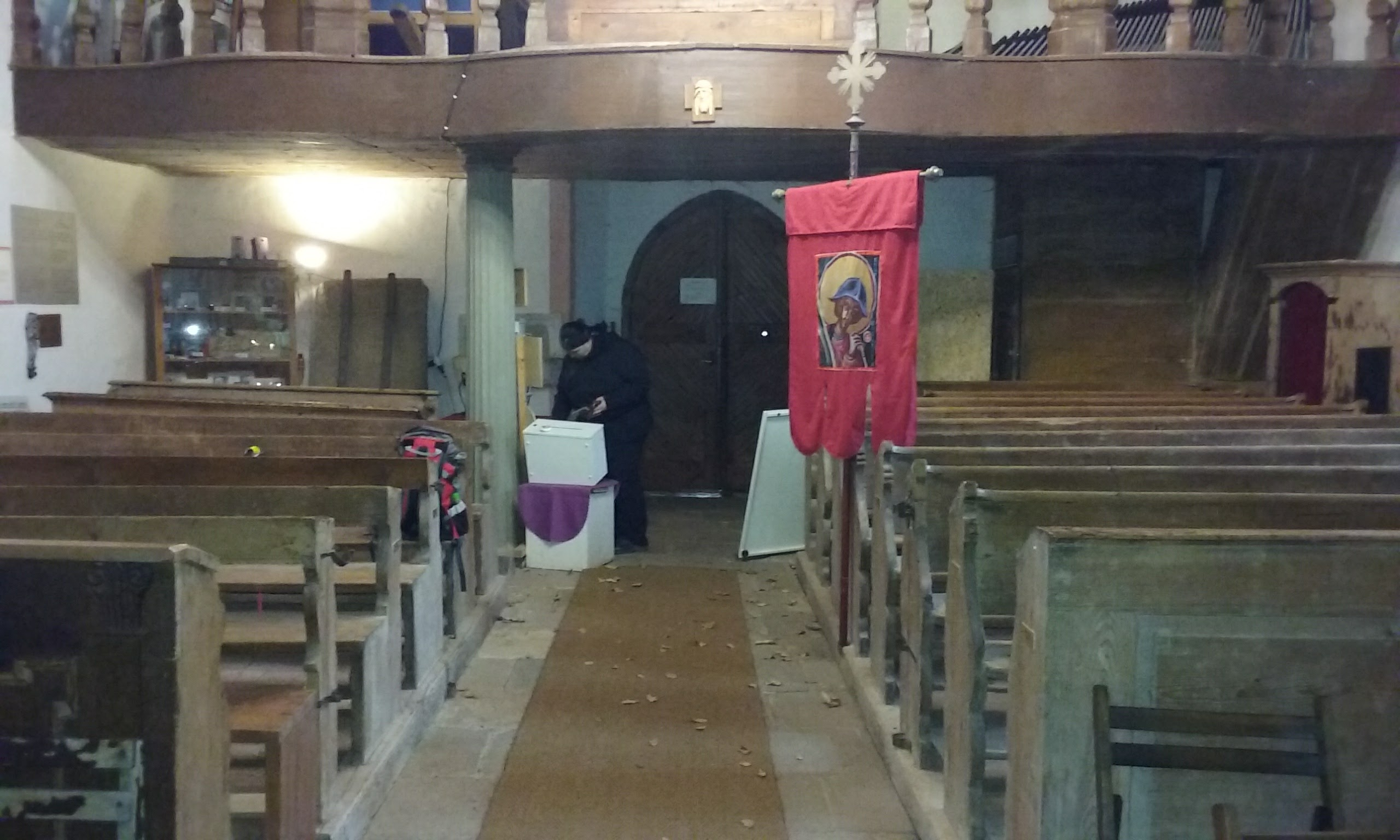
Pohled do hlavní lodi
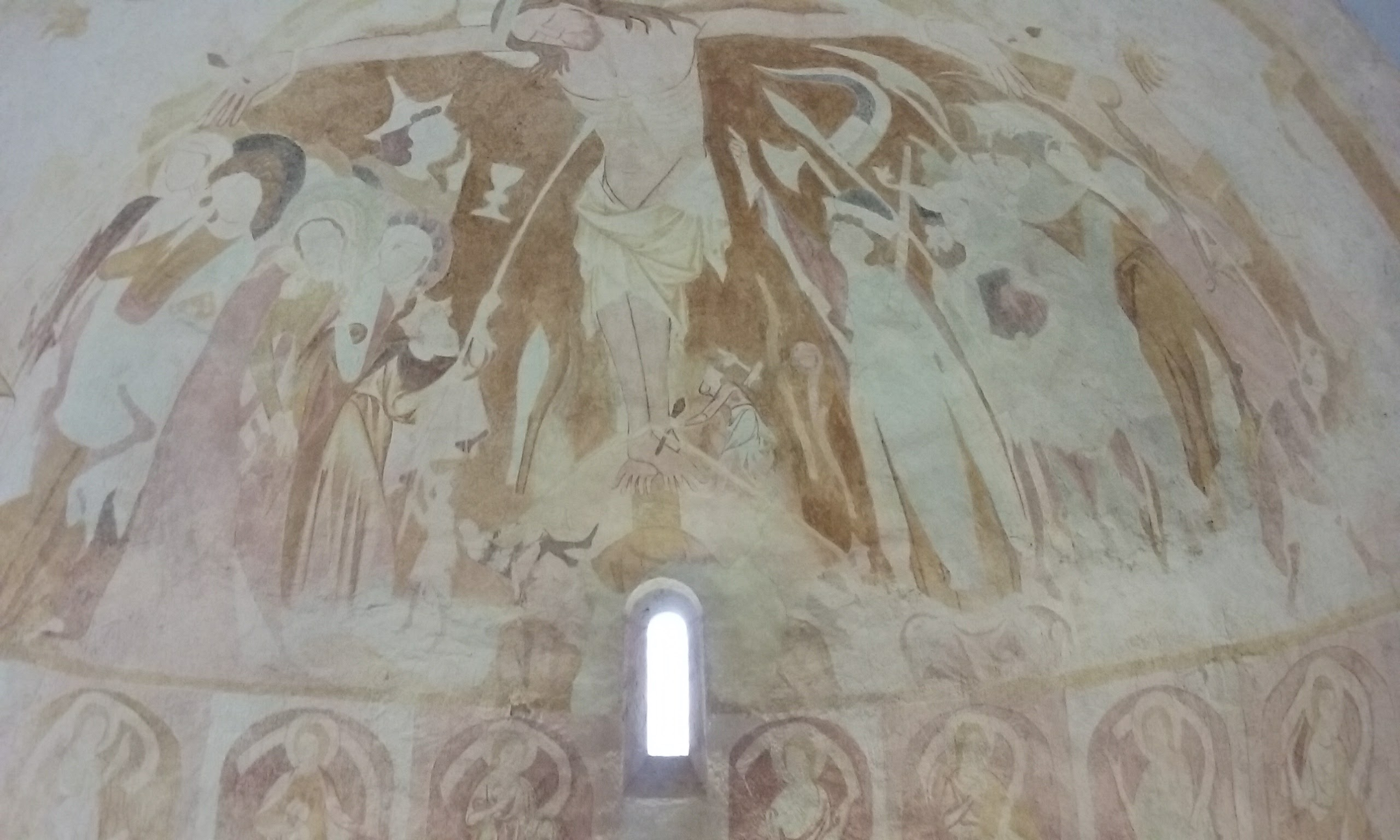
Freska v presbytáři
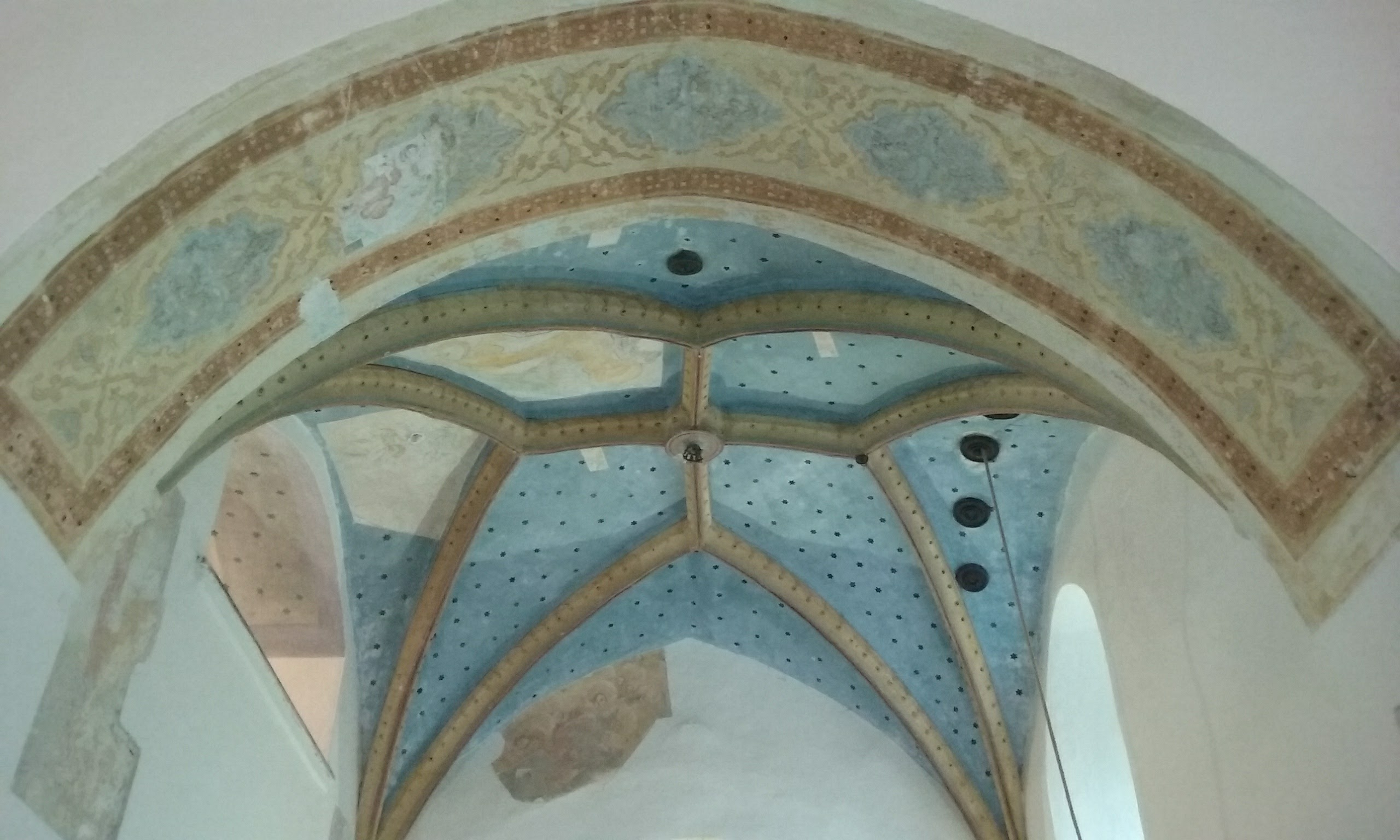
Klenba nad oltářem
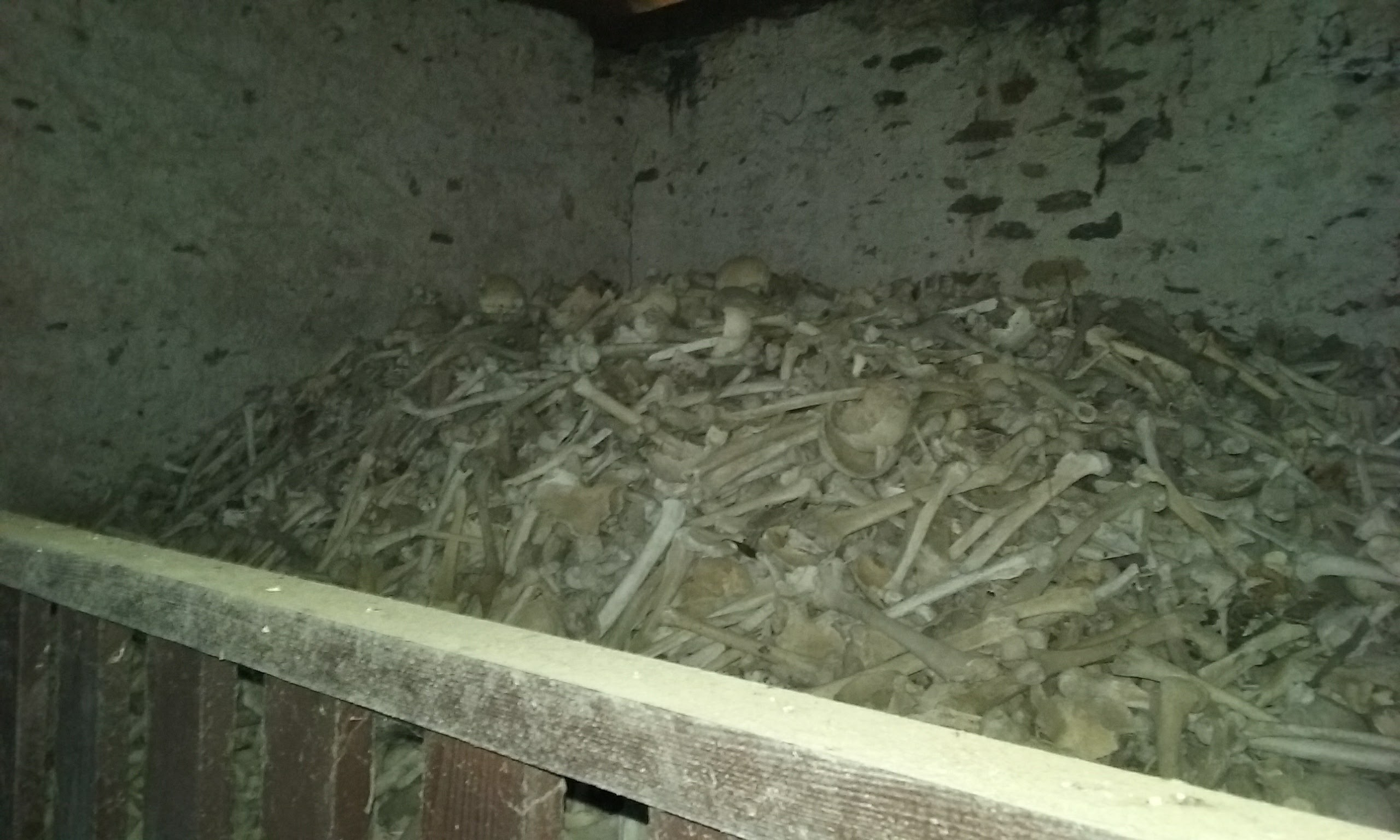
Interiér kostnice
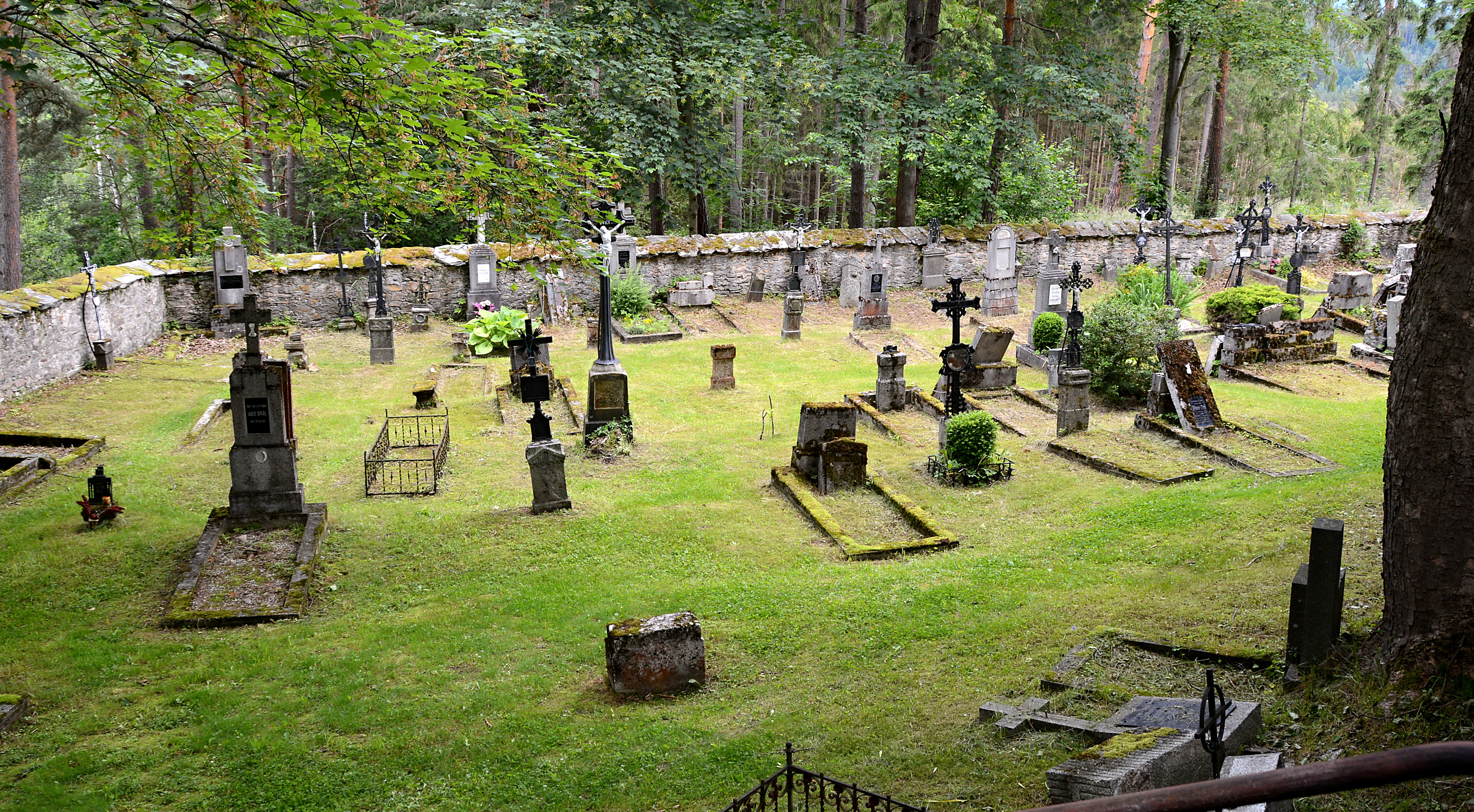
Hřbitov u kostela